# Torture (chanson)
Pour les articles homonymes, voir Torture (homonymie).
 (août 2021).
Singles de The Jacksons
State of Shock
(1984) Body
(1984)
Torture est le deuxième single extrait de l'album Victory des Jacksons. Ce single est sorti le 30 septembre 1984.
On y entend en voix principales Jermaine (ayant remplacé Jackie initialement prévu sur la chanson) et Michael, le reste des frères chantant avec ces derniers dans les refrains. Le style de cette chanson est pop.
Les paroles de la chanson (co-écrites par Jackie Jackson et Kathy Wakefield) parlent d'une relation qui est sur le point de se terminer, et de la façon dont les sentiments d'amour deviennent une torture quand une rupture approche et que l'un des membres de la relation est toujours amoureux de l'autre.
La chanson s'est classée 17e au Billboard Hot 100 et fut le deuxième single le plus vendu de l'album, derrière State of Shock. Ce fut le dernier single du groupe à atteindre le Top 40 américain.

## Musiciens
D'après la pochette de l'album :

### The Jacksons
- Michael Jackson : chant, chœurs
- Jermaine Jackson : chant, chœurs
- Jackie Jackson : écriture, composition, arrangements, arrangements des cuivres, chant ad-lib, chœurs
- Randy Jackson : chœurs, claviers, percussions
- Tito Jackson : chœurs, guitare
- Marlon Jackson : chœurs

### Musiciens additionnels
- Jack Wargo : guitare solo
- John Barnes : clavier Fairlight
- Michael Boddicker : claviers, cuivres synthétiques, programmations synthétiseur
- David Ervin : programmation synthétiseur additionnelle
- Jeff Porcaro : batterie
- Jerry Hey : trompette et arrangement des cuivres

## Clip
La chanson a fait l'objet d'un clip dans lequel ni Michael ni Jermaine n'apparaissent, Michael étant occupé par d'autres obligations et Jermaine ayant refusé d'être dans la vidéo. Néanmoins, un mannequin de cire (loué au musée Madame Tussauds de Nashville) fut utilisé pour représenter brièvement Michael. Le clip fut dirigé par Jeff Stein et chorégraphié par Paula Abdul (petite amie de Jackie) en remplacement de Perri Lister.
La vidéo s'apparente à un film d'horreur et montre les frères Jackson pris au piège par divers monstres dont certains peuvent prendre une apparence féminine. À la fin du clip, un groupe de squelettes représentant les Jacksons danse. Le tournage fut difficile (délais et budget dépassés) et a même mis la société de production en faillite. Le succès de la chorégraphie a toutefois permis à Paula Abdul de démarrer une carrière de chorégraphe de clips. C'est également grâce au succès de la vidéo qu'elle a été choisie pour être la chorégraphe de la tournée Victory des Jacksons.